# Luciosoma
Luciosoma es un género de peces de la familia de los Cyprinidae en el orden de los Cypriniformes.

## Especies
Las especies de este género son:
- Luciosoma bleekeri Steindachner, 1878
- Luciosoma pellegrinii Popta, 1905
- Luciosoma setigerum (Valenciennes, 1842)
- Luciosoma spilopleura Bleeker, 1855
- Luciosoma trinema (Bleeker, 1852)